# Джеймс Колинсън
Джеймс Колинсън (на английски: James Collinson; 9 май 1825 – 24 януари 1881) е викториански художник, член на Братството на прерафаелитите в периода 1848 – 1850.
Колинсън е ревностен християнин, който е привлечен от отдадеността и духовните аспекти на Прерафаелитите. Променил вярата си на католицизъм, Колинсън се завръща към англиканизма, за да се ожени за Кристина Росети. След време съвестта му го кара да приеме отново католицизма и да разтрогне годежа. Когато картината на Миле „Христос в къщата на родителите му“ е обвинена в богохулство Колинсън напуска Братството поради убеждението, че то подрива християнството.
През годините като член на Братството Колинсън пише дълга поема за списание „The Germ“ и създава голям брой религиозни творби, най-значима от които е „Отказът на Св. Елизабет Унгарска“ (1850). След напускането си Колинсън започва обучение за свещеник в йезуитски колеж, но не го завършва.
През 1858 се жени за Елиза Уийлър, снаха на художника Джон Роджърс Хърбърт, който е един от основните вдъхновители на Прерафаелитите. Колинсън се завръща към изкуството с голям брой светски битови картини, най-известни от които са „Да оставиш“ и „За продан“; и двете представят безгрижни красиви жени в ситуации, които предполагат морално изкушение.
Колинсън е секретар на Обществото на британските артисти в периода 1861 – 1870. В последните години от живота си той живее в Бретан, където рисува „Светото семейство“ (1878).